# Straßenbahn Pirano–Portorose
Die Straßenbahn Pirano–Portorose war ein Straßenbahnbetrieb in Istrien, der die Küsten-Orte an der seinerzeitigen Österreichischen Riviera erschloss. Die Strecke begann an der Piazza Tartini (Tartini-Platz) in Pirano (slowenisch: Piran) und führte am Adria-Ufer nach Portorose (slowenisch: Portorož). Am dortigen Bahnhof bestand ein direkter Anschluss zur Lokalbahn Triest–Parenzo. Damit konnten Bahnreisende mit einmaligem Umstieg von Pirano nach Triest fahren.
Wie einige weitere Straßenbahnbetriebe in Österreich-Ungarn war er in der Bosnischen Spurweite von 760 mm ausgeführt, die sonst weltweit unüblich war.

## Geschichte
Mit dem Ziel der verbesserten Verkehrserschließung für die Hafenstadt Pirano und der damaligen Österreichischen Riviera wurde im Jahr 1909 die Gleislose Bahn Pirano–Portorose erbaut. Sie verband den Tartini-Platz in Pirano mit dem Bahnhof Santa Lucia di Portorose der Lokalbahn Triest–Parenzo in Santa Lucia. Da dieser frühe Oberleitungsbusbetrieb nicht ausreichend befriedigte, wurde auf fast genau der gleichen Trasse eine Straßenbahn neu gebaut und im Jahr 1912 in Betrieb genommen.

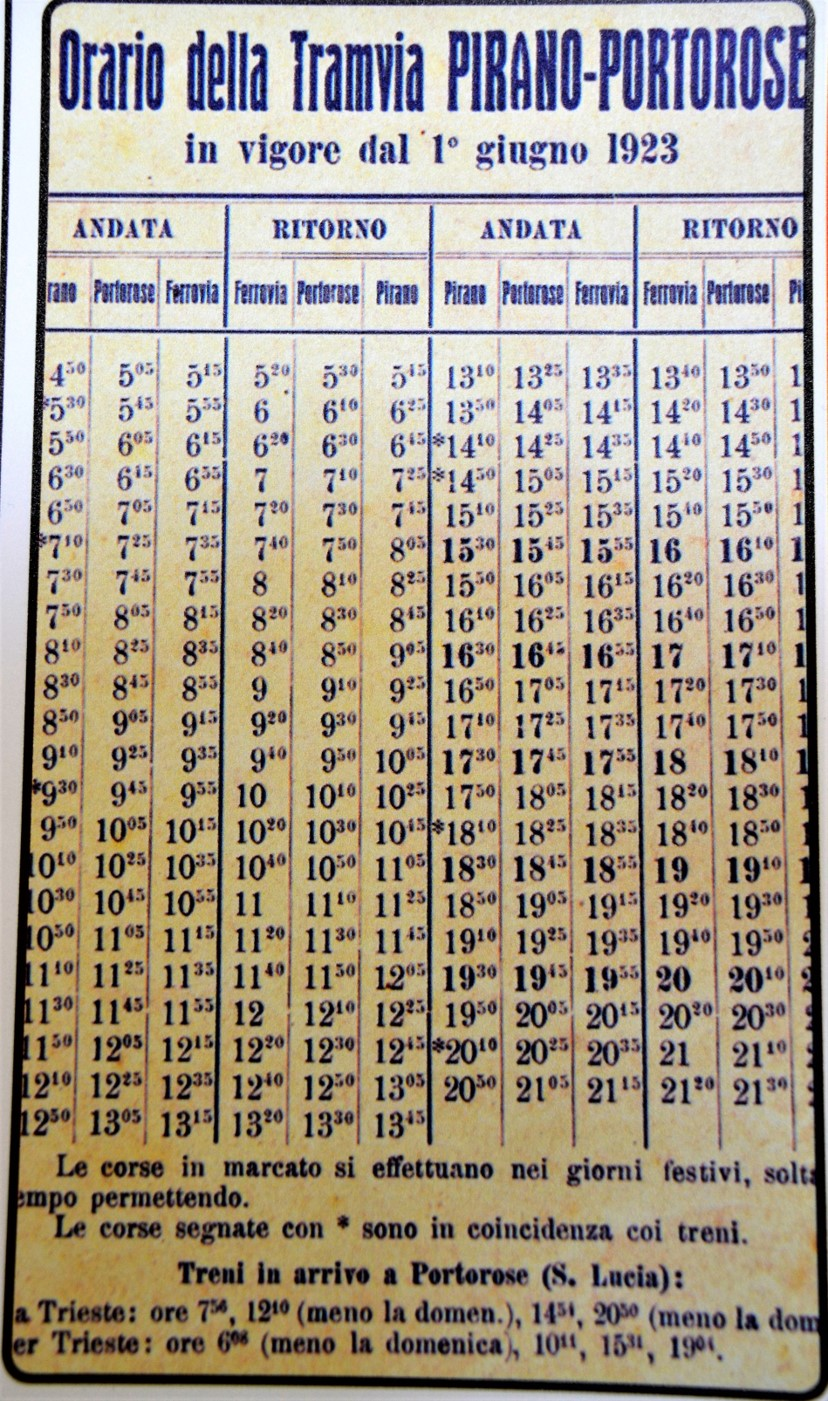
Fahrplan der Tramvia Pirano – Portorose, gültig ab 1. Juni 1923

Rechtsgrundlage war die Kundmachung des Eisenbahnministeriums, betreffend die Konzessionierung einer mit elektrischer Kraft zu betreibenden schmalspurigen Kleinbahn von Pirano nach Portorose vom 9. Juli 1912. Konzessionsinhaber war die Aktiengesellschaft Vereinigte Gaswerke in Augsburg, Repräsentanz für Österreich die bereits beim Vorgängerbetrieb, der Gleislosen Bahn die gleiche Funktion innegehabt hatte. August Riedinger, Gründer der Vereinigten Gaswerke in Augsburg war in Österreich bereits an der Localbahn Innsbruck–Hall in Tirol beteiligt. Betreiber der Strecke war die Elektrische Kleinbahn Pirano–Portorose.
Zwei Drittel der Investitionskosten trug die lokale Bezirksverwaltung. Die Stadt Pirano leistete den Restbetrag.
Da die Konzession Güterverkehr und Anschlussbahnen erlaubte, wurde ein Anschluss an die Lokalbahn Triest–Parenzo vorgesehen und die Straßenbahn in der für derartige Verkehrsmittel eher ungewöhnlichen Bosnischen Spurweite von 760 Millimetern errichtet. Tatsächlich wurde niemals eine Gleisverbindung zwischen beiden Bahnen hergestellt. Die Trassenrevision der 1911 projektierten Linie fand Anfang Jänner 1912 statt, am 20. Juli 1912 wurde die Bahn dem Verkehr übergeben.
Der Fahrplan sah grundsätzlich einen Takt von 40 Minuten vor. In der Hauptverkehrszeit verkehrten die Züge alle 20 Minuten.
Die Stilllegung erfolgte am 31. August 1953, kurz bevor das Gebiet völkerrechtlich vom Freien Territorium Triest an Jugoslawien fiel.

## Streckenbeschreibung

### Energieversorgung
Der Fahrstrom wurde von der Elektrizitätszentrale in San Bernardino geliefert. Diese lieferte durch zwei Heißdampf-Compound-Lokomobile insgesamt zwei mal 100 PS Leistung, die wiederum zweimal 60 kW Gleichstrom mit 500 Volt Spannung abgaben. Zu einem späteren Zeitpunkt entschloss man sich zu einem Austausch der Lokomobile durch Dieselmotoren.
Siemens-Schuckert bezeichnete die Errichtung der Fahrleitungsanlage in einer Werksschrift nicht als Neubau, sondern als Umbau. Als Besonderheit gab das Unternehmen an, dass wegen des Einflusses der Meeresluft Siliziumbronze als Leitungsmaterial verwendet wurde.

## Fahrbetriebsmittel
Übereinstimmend mit den ebenfalls in Istrien gelegenen Betrieben in Abbazia und in Pola wurden die Fahrbetriebsmittel um 150.000 Kronen ausschließlich bei der Grazer Waggonfabrik beschafft. Die elektrische Ausrüstung der Fahrzeuge wurde von den Österreichischen Siemens-Schuckert-Werken zugeliefert.
Die Bauart der Fahrzeuge war jener der Straßenbahn Klagenfurt – die von der gleichen Waggonfabrik ausgestattet worden war – sehr ähnlich.
| Fahrzeuge der Straßenbahn Pirano–Portorose | Fahrzeuge der Straßenbahn Pirano–Portorose | Fahrzeuge der Straßenbahn Pirano–Portorose | Fahrzeuge der Straßenbahn Pirano–Portorose | Fahrzeuge der Straßenbahn Pirano–Portorose | Fahrzeuge der Straßenbahn Pirano–Portorose | Fahrzeuge der Straßenbahn Pirano–Portorose | Fahrzeuge der Straßenbahn Pirano–Portorose     | Fahrzeuge der Straßenbahn Pirano–Portorose |
| Nr.                                        | Baujahr                                    | Typ                                        | Mechanischer Teil                          | Elektrischer Teil                          | Dienstmasse                                | Leistung                                   | Anmerkung                                      |                                            |
| ------------------------------------------ | ------------------------------------------ | ------------------------------------------ | ------------------------------------------ | ------------------------------------------ | ------------------------------------------ | ------------------------------------------ | ---------------------------------------------- | ------------------------------------------ |
| 1–4                                        | 1912                                       | Personentriebwagen                         | Grazer Waggonfabrik                        | ÖSSW                                       | 8700 kg                                    | 2 × 30 kW                                  |                                                |                                            |
| 5                                          | 1914                                       | Personentriebwagen                         | Grazer Waggonfabrik                        | ÖSSW                                       | 8700 kg                                    | 2 × 30 kW                                  | Umbau aus Beiwagen 12                          |                                            |
| 11–12                                      | 1912                                       | Halboffener Personenbeiwagen               | Grazer Waggonfabrik                        |                                            | 5870 kg                                    |                                            | Beiwagen 12 wurde 1914 zum Triebwagen umgebaut |                                            |
| -                                          | 1912                                       | Fahrleitungsmontagewagen (Turmwagen)       | Grazer Waggonfabrik                        |                                            |                                            |                                            |                                                |                                            |
| 13                                         | unbekannt                                  | Personenbeiwagen                           | Grazer Waggonfabrik                        |                                            |                                            |                                            | Umbau aus Fahrleitungsmontagewagen             |                                            |
| 21 (später 14)                             | 1914                                       | Offener Sommerbeiwagen                     | Grazer Waggonfabrik                        |                                            | 2900 kg                                    |                                            |                                                |                                            |

## Nach der Stilllegung
Nach der Einstellung des Betriebes gelangte der Großteil der Fahrzeuge auf dem Seeweg über Dubrovnik zur Straßenbahn Sarajevo, die bis zum Jahr 1960 die gleiche Spurweite verwendete. Die Gleichrichteranlage wurde an eine technische Schule verschenkt. Heute erinnern in Piran nur noch einige wenige Oberleitungsrosetten an den früheren Straßenbahnbetrieb. Der öffentliche Nahverkehr wird heute auf gleicher Strecke durch eine Stadtbuslinie abgewickelt.

## Galerie

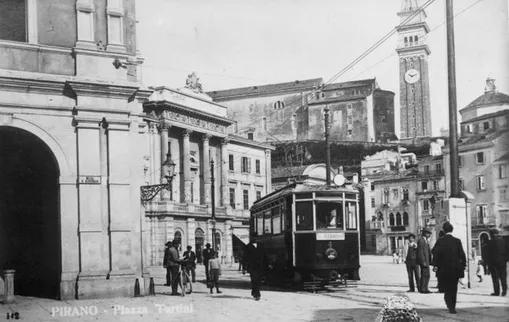
Pirano, Piazza Tartini
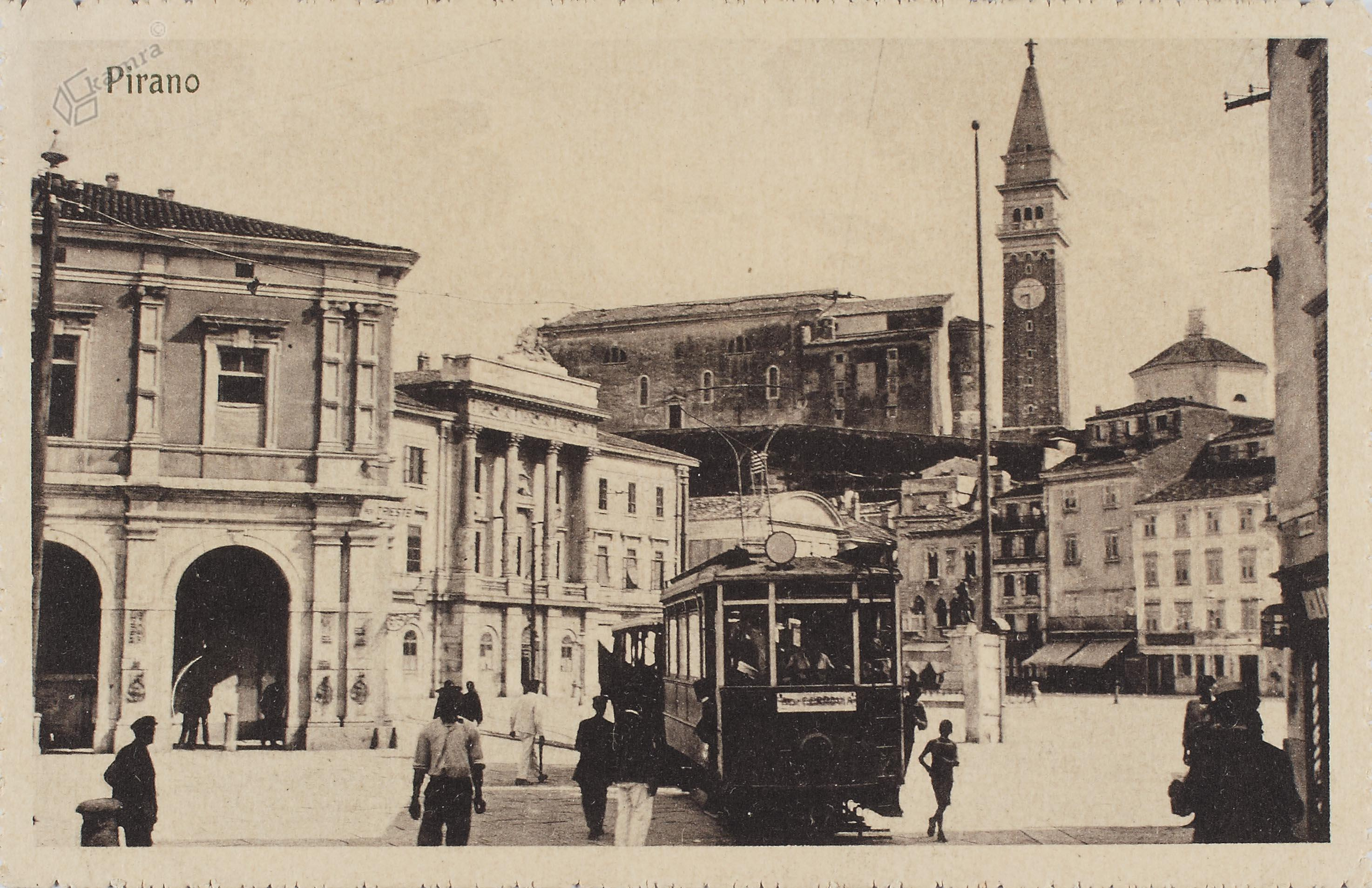
Pirano, Piazza Tartini
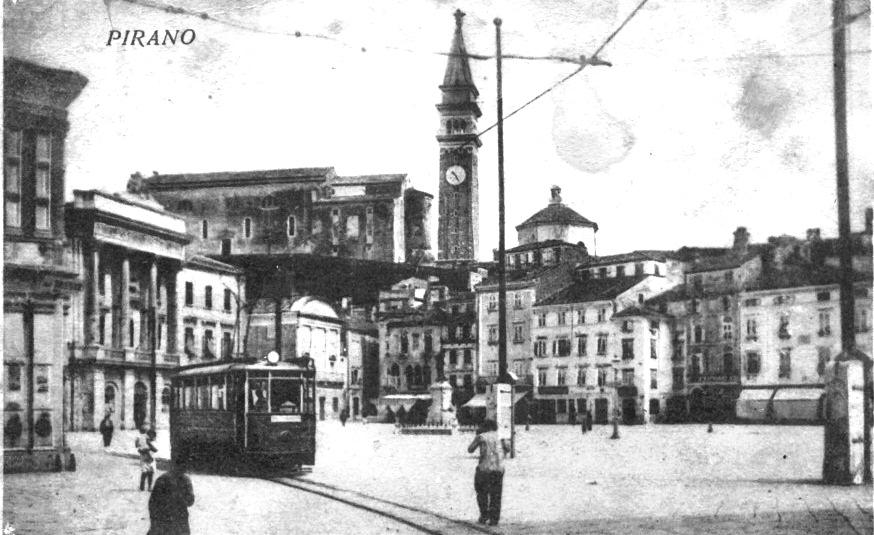
Pirano, Piazza Tartini
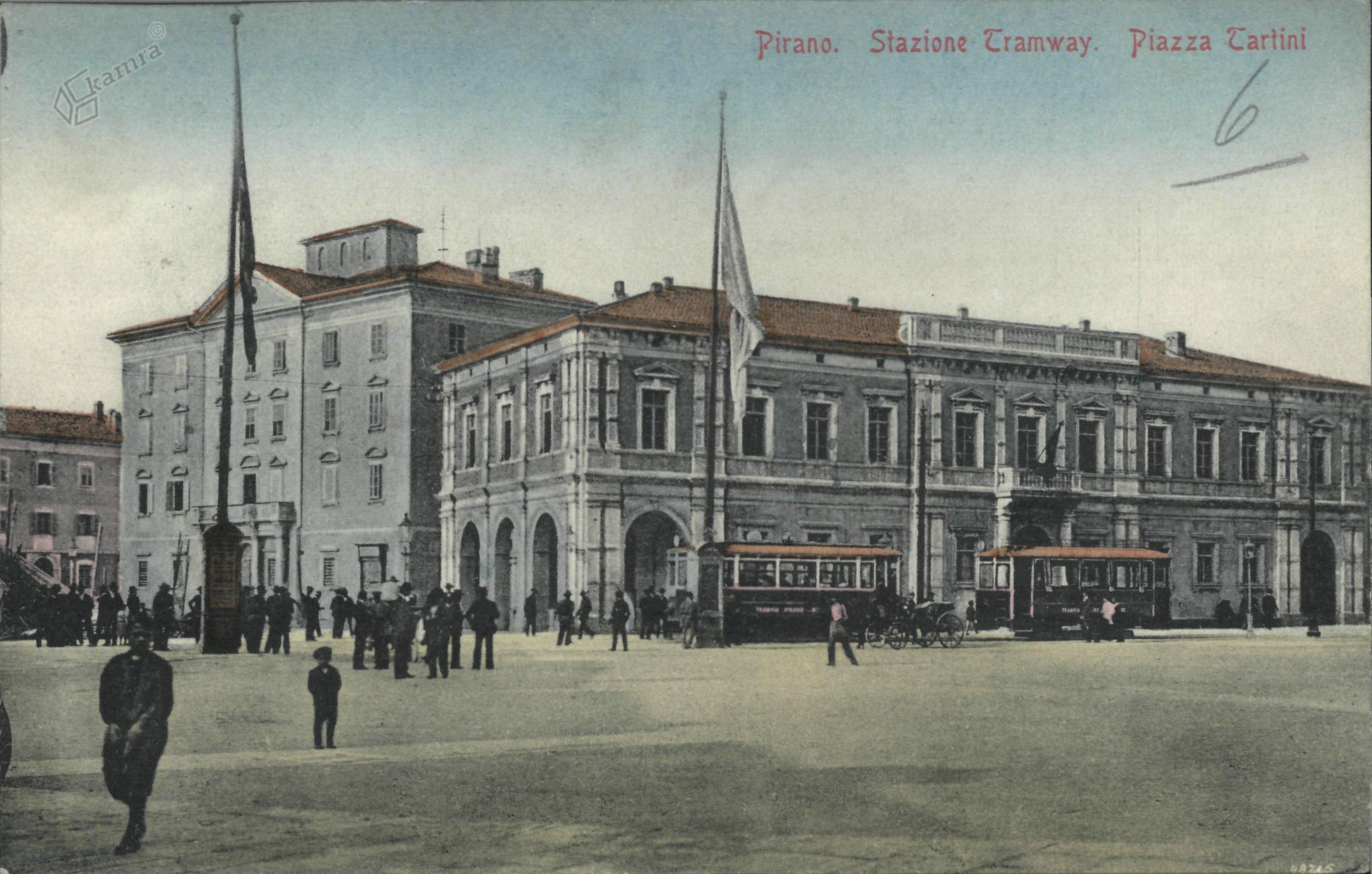
Pirano, Piazza Tartini
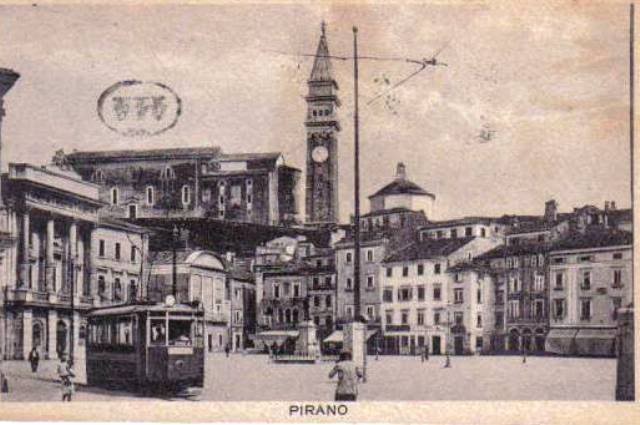
Pirano, Piazza Tartini
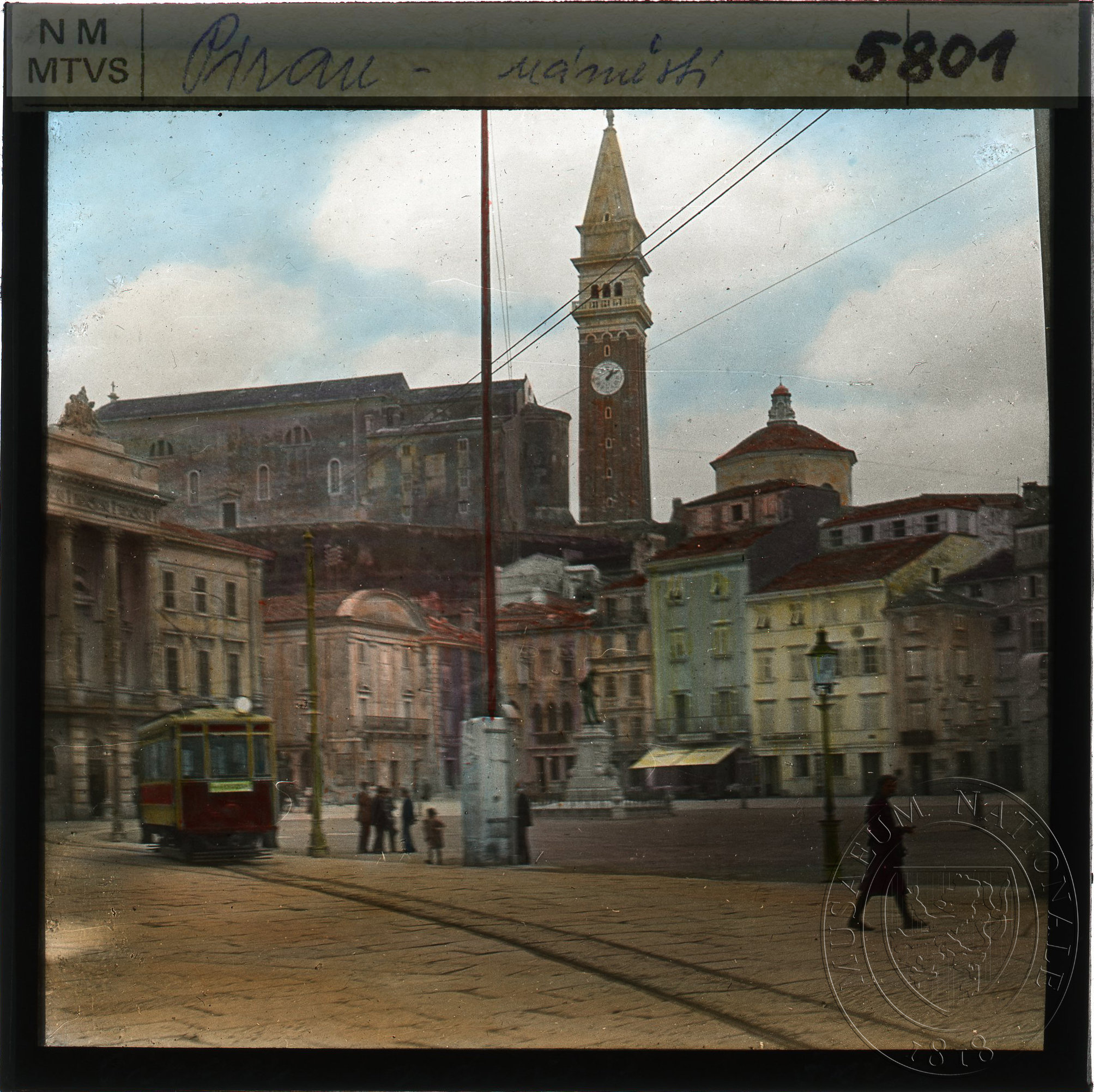
Pirano, Piazza Tartini
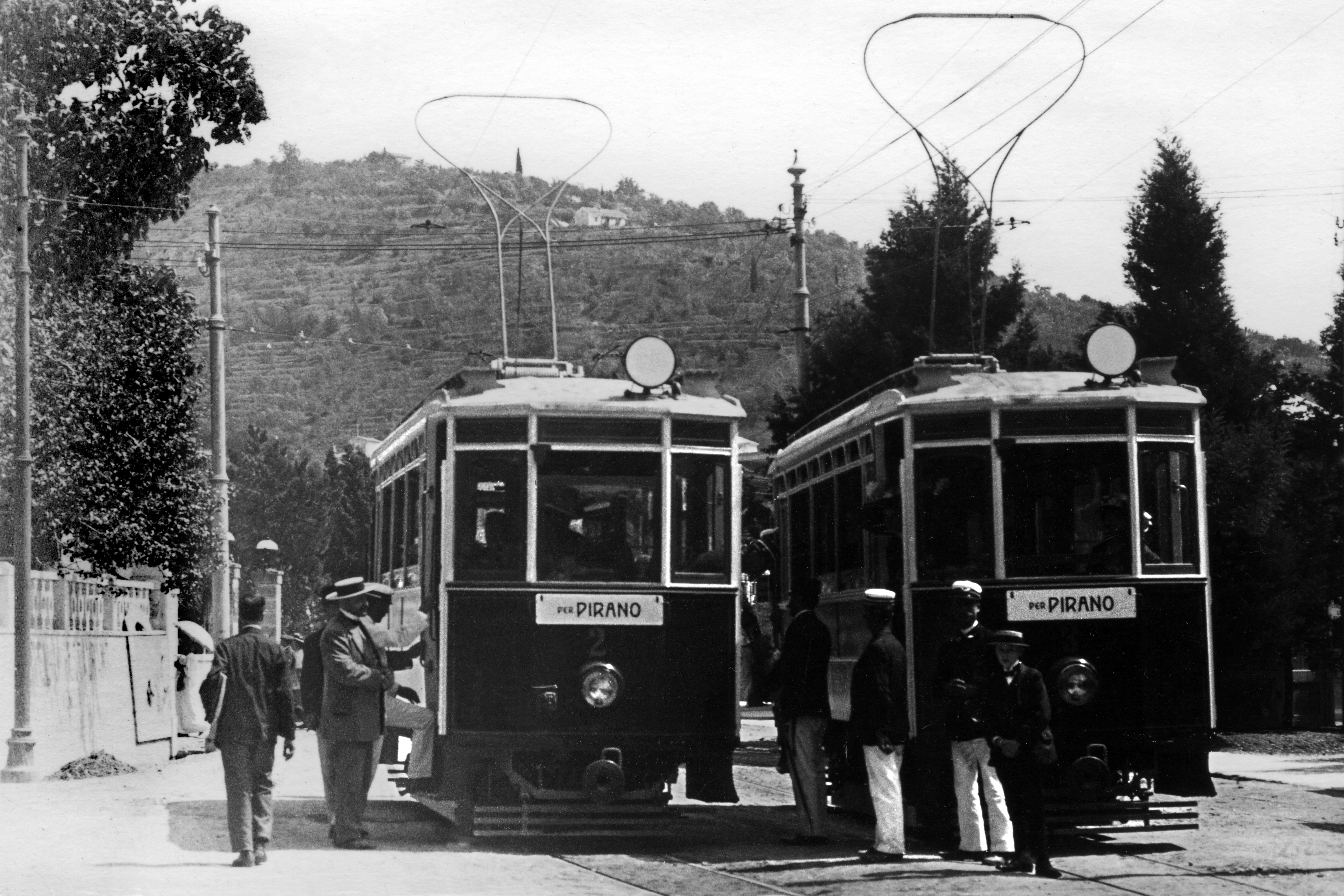
Begegnung von Triebwagen 1 und 2